# Kenza Zouiten
Kenza Zouiten (en arabe : كنزة زويتن), née le 21 avril 1991 à Stockholm d'une mère suédoise et d'un père marocain, est blogueuse puis mannequin de mode et entrepreneure.

## Biographie
Kenza Zouiten est née à Stockholm, en Suède, en avril 1991. Son père est originaire du Maroc et sa mère est suédoise. Entre deux et six ans, elle vit au Maroc, dans la banlieue de Rabat.
Plus tard, de retour en Suède, elle anime, à partir de décembre 2006, un blog où elle évoque son vécu d'adolescente puis la mode. Ce blog devient l'un des plus consultés dans ce pays scandinave,. Il est souvent comparé à celui d’Isabella Löwengrip, qu'il dépasse un moment en affluence. Il est suivi par environ 60 000 personnes quotidiennement et particulièrement par des milléniaux. Elle se voit attribuer le Finest Awards du «fashion blog of the year» en 2008 du magazine féminin suédois Veckorevyn (en), puis en 2009, le titre de du «Blog de mode de l’année», par le journal suédois Aftonbladet, et en 2012 le prix du «meilleur blog international» aux Bloglovin Awards, à New York. Son site internet dame le pion aux médias traditionnels suédois qui tentent de s’implanter sur le web dans la deuxième partie des années 2000, et de s’adresser à cette même génération des milléniaux (personnes nées entre le début des années 1980 et la fin des années 1990).
Puis elle devient mannequin. Elle pose ou défile dans des campagnes pour des marques suédoises, telles que Guldfynd,  ou Ur & Penn, ou encore, ponctuellement, pour la marque allemande de sportswear Puma,,. Elle impose surtout une liberté dans ses choix de vie, jouant aussi de ses origines multi-culturelles, expliquant : « Je suis née et j’ai été élevée en Suède, par ma mère suédoise. Est-ce que cela fait du moi une chrétienne ? Non. Mon père est du Maroc. Est-ce que ça fait de moi une musulmane ? Non. Pourquoi ? Parce que la religion est quelque chose que VOUS choisissez pour vous même. Vous seul décidez en qui croire. Personne d’autre ».
Kenza Zouiten est devenue mannequin pour Elite Model Management. Elle cofonde également en 2016 une marque de vêtement appelée IvyRevel, soutenue par H&M,,. Elle se marie en juillet 2017 puis se consacre pendant quelque temps à ses enfants.